# Maliuc
Maliuc – wieś w Rumunii, w okręgu Tulcza, w gminie Maliuc. W 2011 roku liczyła 238 mieszkańców.